# Macroglossum

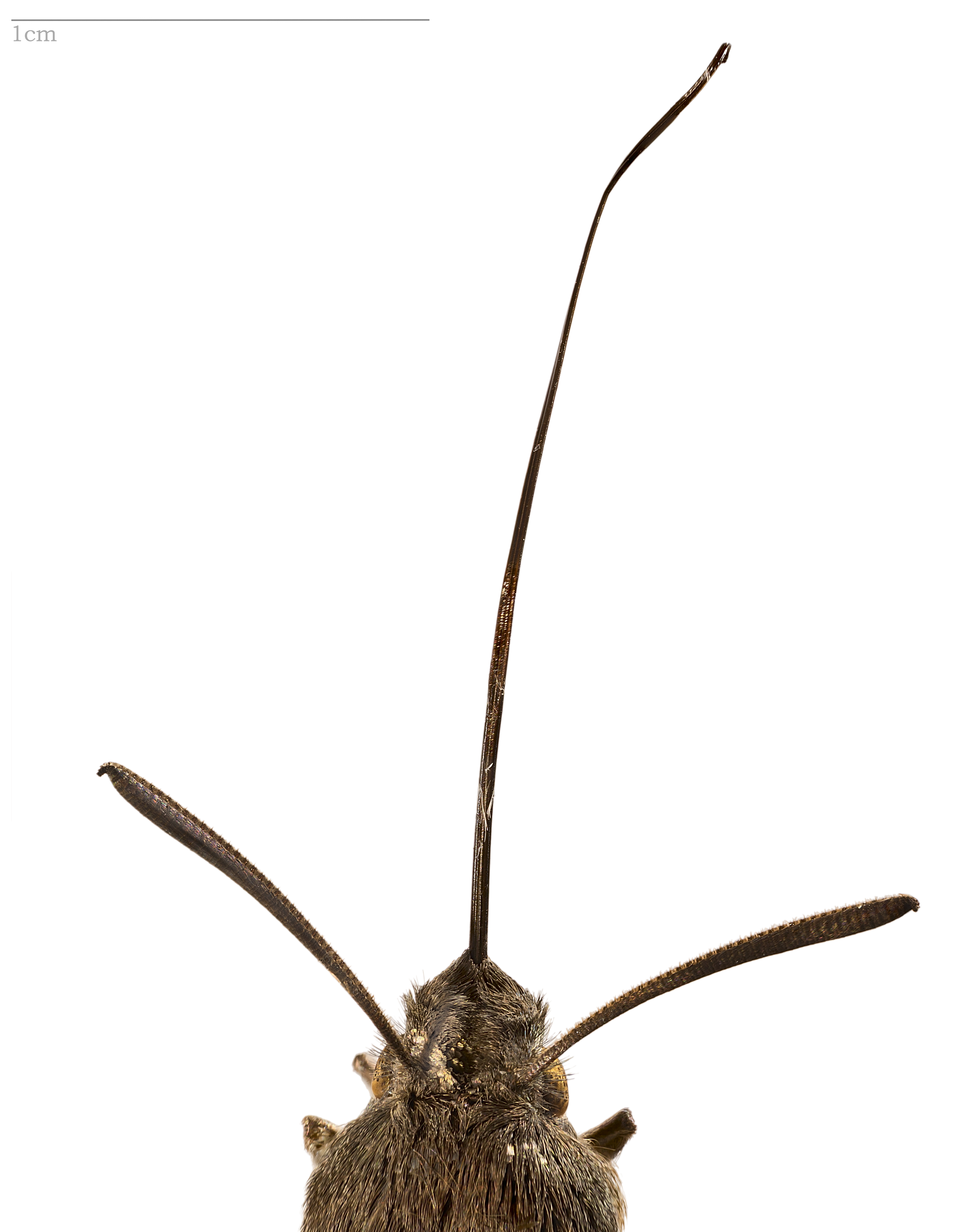
Macroglossum:View of the proboscis extended, which inspired the name of the animal. Literally the long tongue

Macroglossum là một chi bướm đêm thuộc họ Sphingidae.

## Các loài
- Macroglossum adustum - Rothschild & Jordan 1916
- Macroglossum aesalon - Mabille 1879
- Macroglossum affictitia - Butler 1875
- Macroglossum albigutta - Rothschild & Jordan 1903
- Macroglossum albolineata - Clark 1935
- Macroglossum alcedo - Boisduval 1832
- Macroglossum alluaudi - de Joannis 1893
- Macroglossum amoenum - Rothschild & Jordan 1903
- Macroglossum aquila - Boisduval 1875
- Macroglossum arimasi - Hogenes & Treadaway 1993
- Macroglossum assimilis - Swainson 1821
- Macroglossum augarra - Rothschild 1904
- Macroglossum avicula - Boisduval 1875
- Macroglossum backi - Eitschberger, 2009
- Macroglossum belis - (Linnaeus 1758)
- Macroglossum bifasciata - (Butler 1875)
- Macroglossum bombylans - Boisduval 1875
- Macroglossum buini - Clark 1926
- Macroglossum buruensis - Holland 1900
- Macroglossum cadioui - Schnitzler & Speidel, 2004
- Macroglossum caldum - Jordan 1926
- Macroglossum calescens - Butler 1882
- Macroglossum castaneum - Rothschild & Jordan 1903
- Macroglossum clemensi - Cadiou 1998
- Macroglossum corythus - Walker 1856
- Macroglossum dohertyi - Rothschild 1894
- Macroglossum eggeri - Eitschberger, 2003
- Macroglossum eichhorni - Rothschild & Jordan 1903
- Macroglossum faro - (Cramer 1779)
- Macroglossum fischeri - Eitschberger, 2009
- Macroglossum fritzei - Rothschild & Jordan 1903
- Macroglossum fruhstorferi - Huwe 1895
- Macroglossum glaucoptera - Butler 1875
- Macroglossum godeffroyi - (Butler 1882)
- Macroglossum gyrans - Walker 1856
- Macroglossum haslami - Clark 1922
- Macroglossum haxairei - Eitschberger, 2003
- Macroglossum heliophila - Boisduval 1875
- Macroglossum hemichroma - Butler 1875
- Macroglossum hirundo - Boisduval 1832
- Macroglossum incredibile - Eitschberger, 2006
- Macroglossum insipida - Butler 1875
- Macroglossum jani - Hogenes & Treadaway 1998
- Macroglossum joannisi - Rothschild & Jordan 1903
- Macroglossum kadneri - Eitschberger, 2004
- Macroglossum kishidai - Cadiou, 1998
- Macroglossum kitchingi - Cadiou 1997
- Macroglossum kleineri - Eitschberger, 2006
- Macroglossum lepidum - Rothschild & Jordan 1915
- Macroglossum leytensis - Eitschberger, 2006
- Macroglossum limata - Swinhoe 1892
- Macroglossum luteata - Butler, 1875
- Macroglossum malitum - Zwick & Treadaway, 2001
- Macroglossum marquesanum - Collenette 1935
- Macroglossum mediovitta - Rothschild & Jordan 1903
- Macroglossum meeki - Rothschild & Jordan 1903
- Macroglossum melanoleuca - Cadiou & Schnitzler, 2001
- Macroglossum melas - Rothschild & Jordan 1903
- Macroglossum micacea - Walker 1856
- Macroglossum milvus - (Boisduval 1833)
- Macroglossum mitchellii - Boisduval 1875
- Macroglossum moecki - Rutimeyer 1969
- Macroglossum mouldsi - Lachlan & Kitching, 2001
- Macroglossum multifascia - Rothschild & Jordan 1903
- Macroglossum napolovi - Eitschberger, 2004
- Macroglossum nemesis - Cadiou 1998
- Macroglossum neotroglodytus - Kitching & Cadiou 2000
- Macroglossum nigellum - Rothschild & Jordon 1916
- Macroglossum nubilum - Rothschild & Jordan 1903
- Macroglossum nycteris - Kollar 1844
- Macroglossum oceanicum - Rothschild & Jordan, 1915
- Macroglossum pachycerus - Rothschild & Jordan 1903
- Macroglossum palawana - Eitschberger & Treadaway, 2004
- Macroglossum particolor - Rothschild & Jordan 1903
- Macroglossum passalus - (Drury 1773)
- Macroglossum paukstadtorum - Eitschberger, 2005
- Macroglossum perplexum - Eitschberger, 2003
- Macroglossum phocinum - Rothschild & Jordan 1903
- Macroglossum poecilum - Rothschild & Jordan 1903
- Macroglossum prometheus - Boisduval 1875
- Macroglossum pseudocorythus - Eitschberger, 2003
- Macroglossum pseudoluteata - Eitschberger, 2003
- Macroglossum pseudonigellum - Eitschberger, 2006
- Macroglossum pyrrhosticta - Butler 1875
- Macroglossum rectans - Rothschild & Jordan 1903
- Macroglossum regulus - Boisduval 1875
- Macroglossum reithi - Cadiou 1997
- Macroglossum ronja - Eitschberger, 2009
- Macroglossum saga - Butler 1878
- Macroglossum schnitzleri - Cadiou 1998
- Macroglossum semifasciata - Hampson 1893
- Macroglossum sitiene - Walker 1856
- Macroglossum soror - Rothschild & Jordan 1903
- Macroglossum spilonotum - Rothschild & Jordon 1912
- Macroglossum stellatarum - (Linnaeus 1758)
- Macroglossum stenoxanthum - Turner, 1925
- Macroglossum stevensi - Clark 1935
- Macroglossum stigma - Rothschild & Jordan 1903
- Macroglossum sulai - Eitschberger, 2003
- Macroglossum svetlana - Eitschberger & Fischer, 2009
- Macroglossum sylvia - Boisduval 1875
- Macroglossum tangalleum - Eitschberger & Schnitzler, 2006
- Macroglossum tenebrosa - Lucas 1891
- Macroglossum tenimberi - Clark 1920
- Macroglossum trigi - Eitschberger, 2004
- Macroglossum trochilus - (Hubner 1823)
- Macroglossum ungues - Rothschild & Jordan 1903
- Macroglossum vacillans - Walker 1865
- Macroglossum vadenberghi - Hogenes 1984
- Macroglossum variegatum - Rothschild & Jordan 1903
- Macroglossum vicinum - Jordan 1923
- Macroglossum vidua - Rothschild & Jordan 1903
- Macroglossum wolframmeyi - Eitschberger & Treadaway, 2004

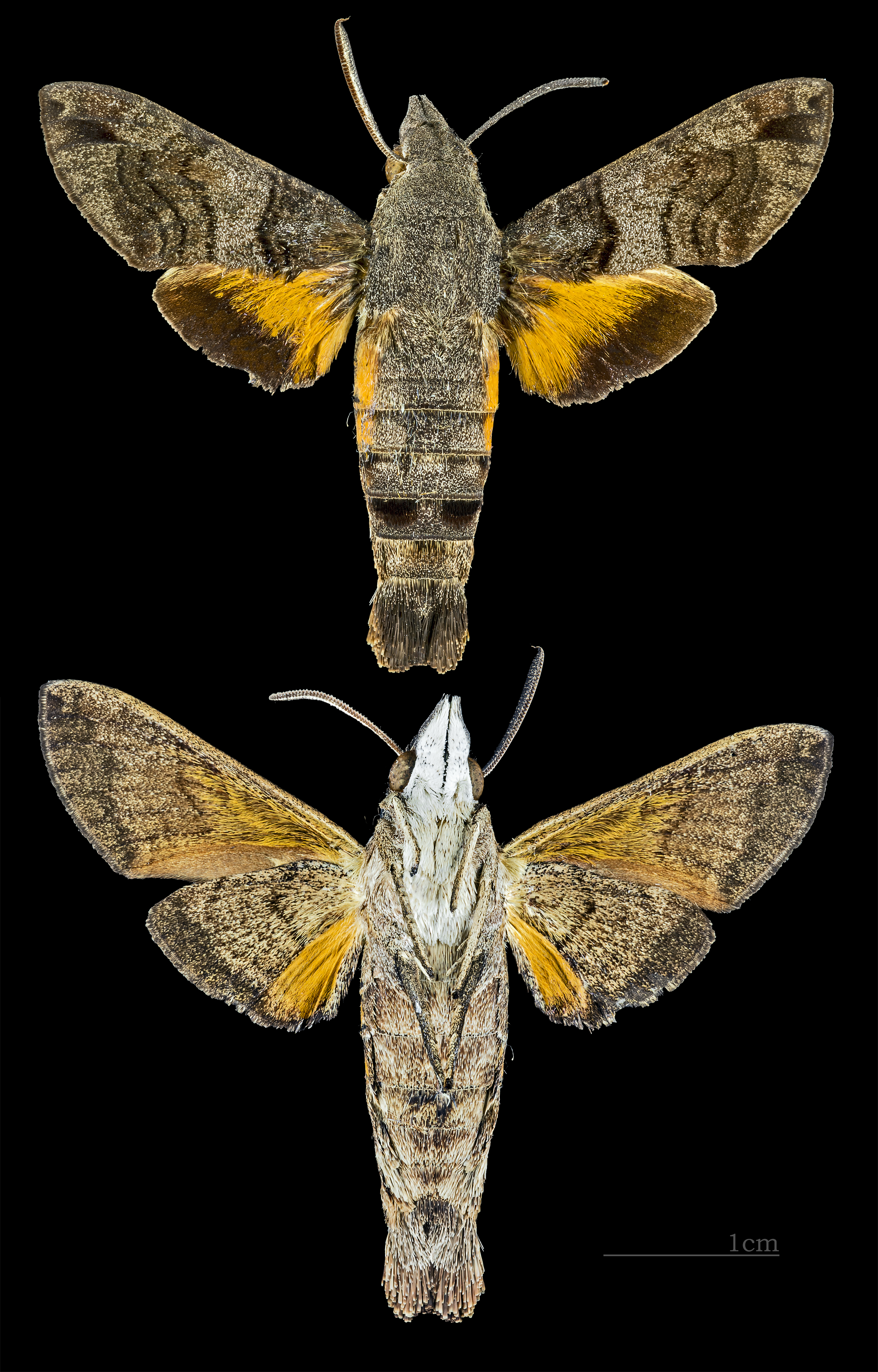
Macroglossum affictitia
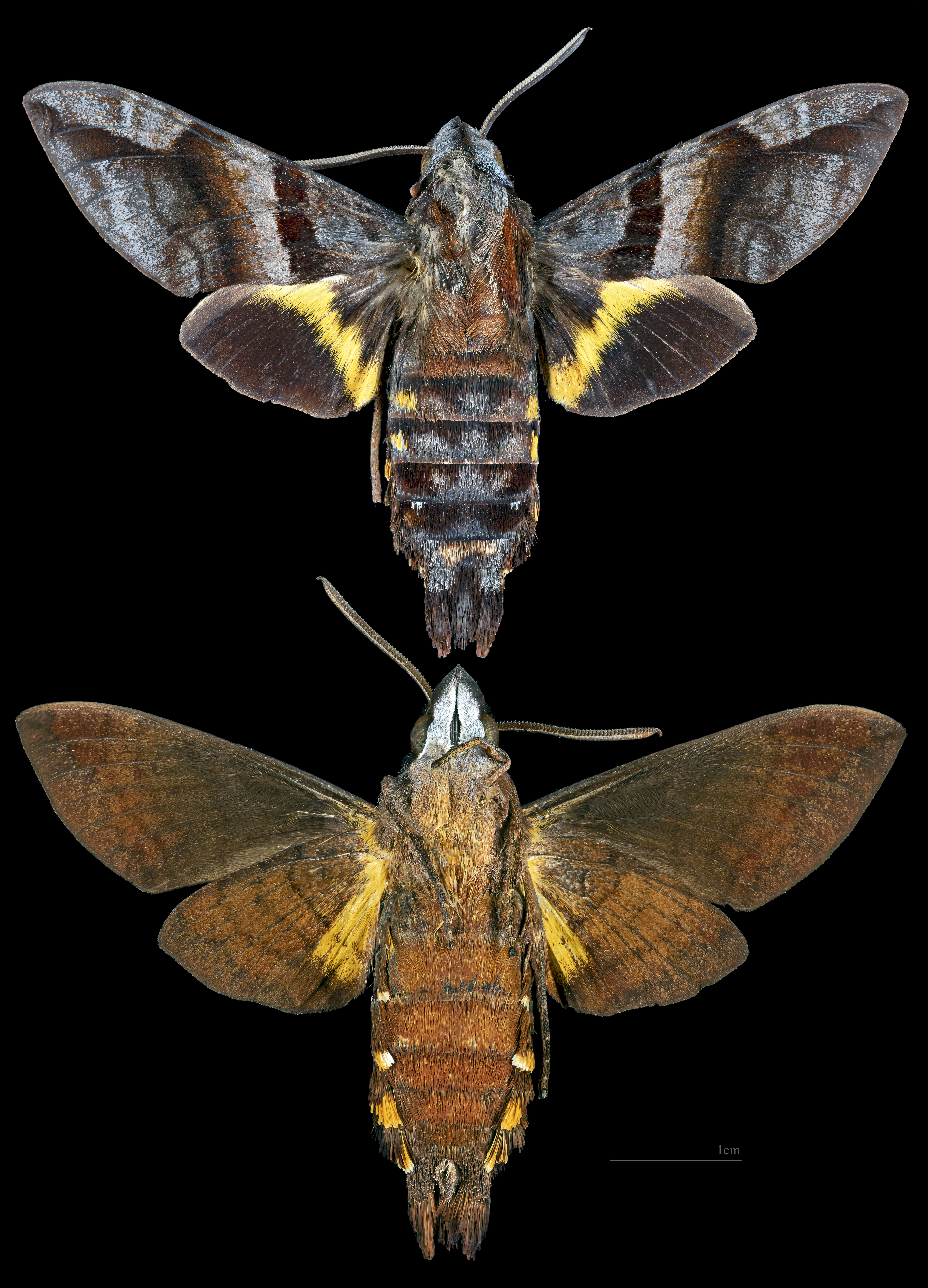
Macroglossum augarra
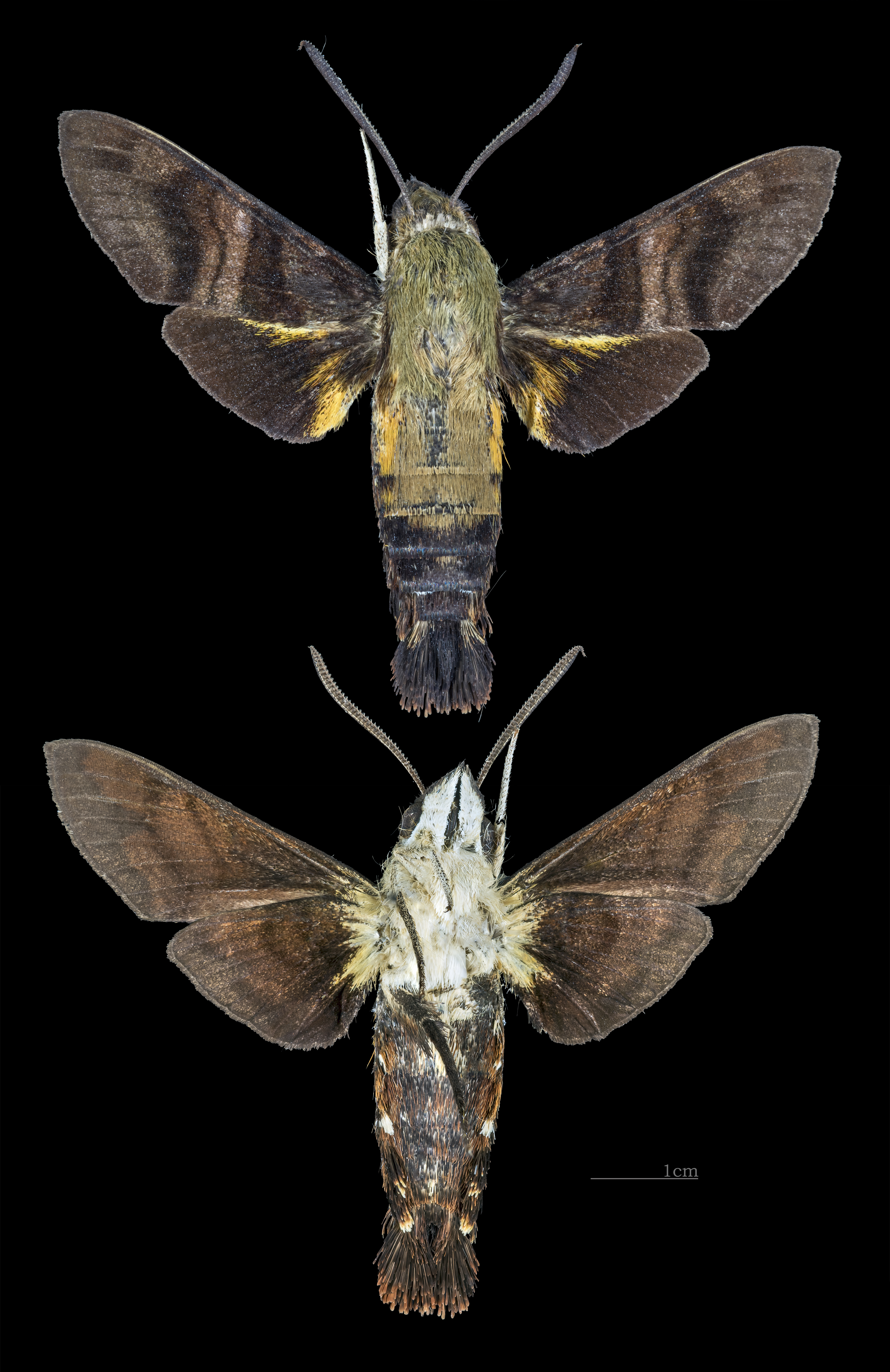
Macroglossum avicula
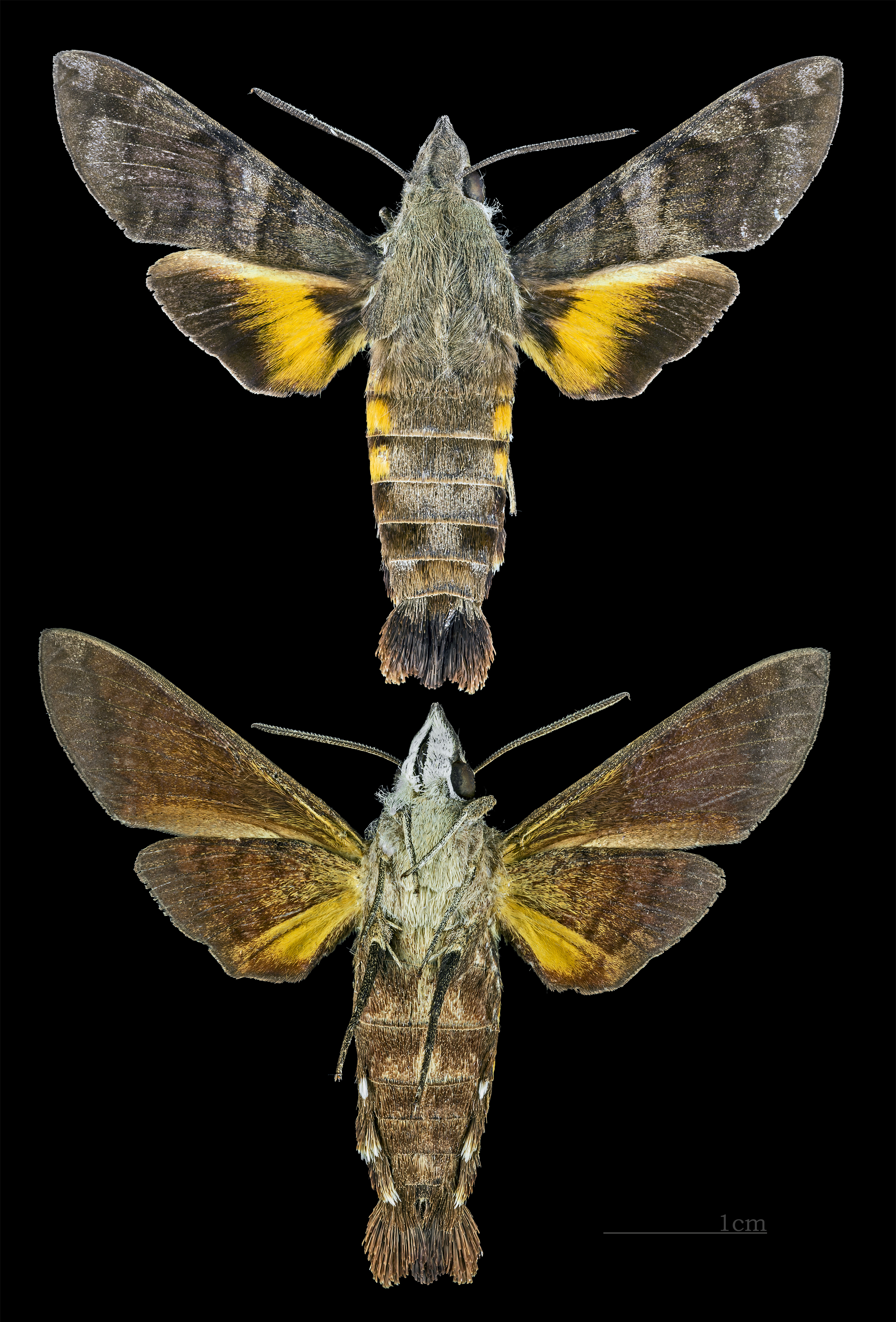
Macroglossum belis
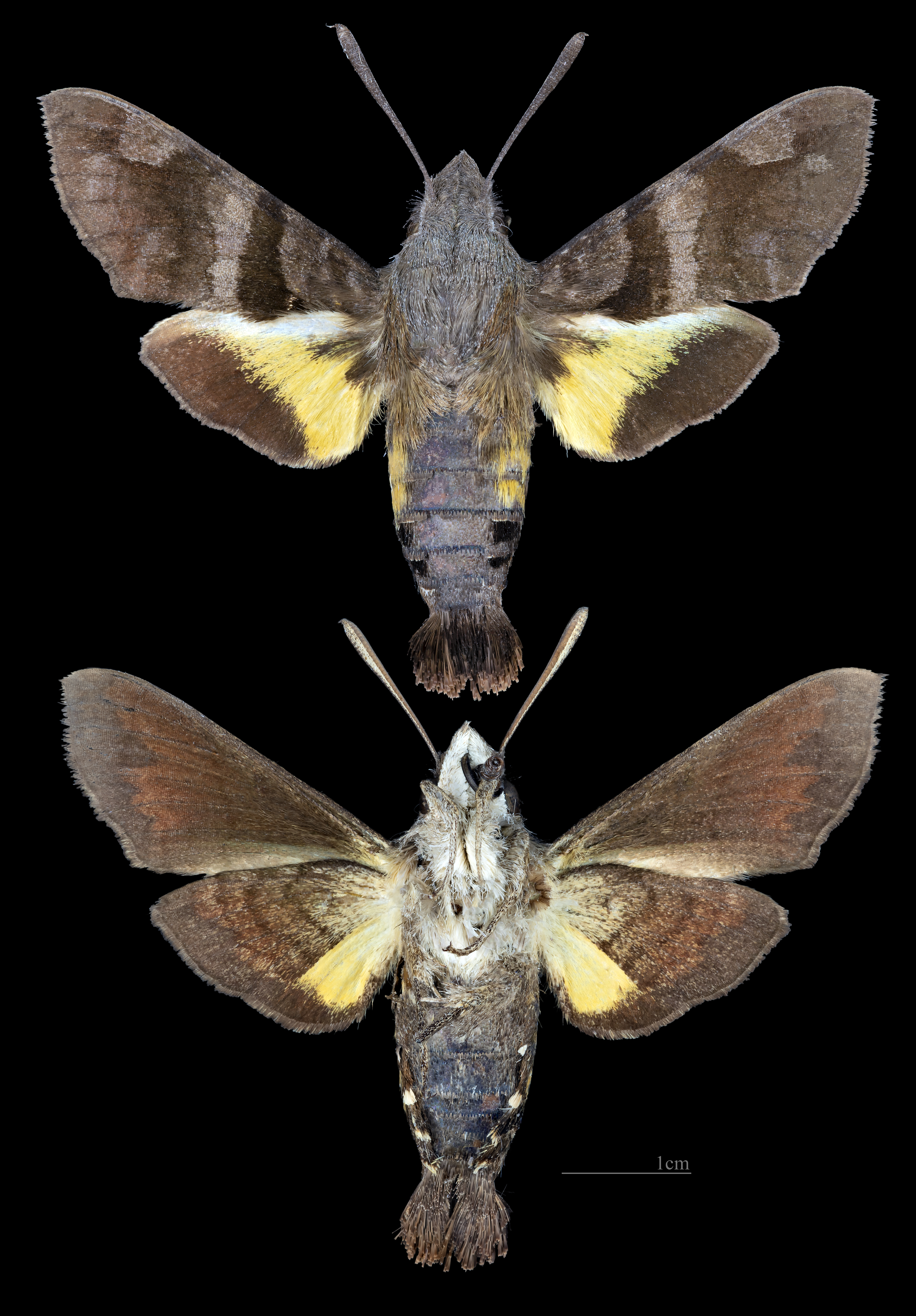
Macroglossum bifasciata
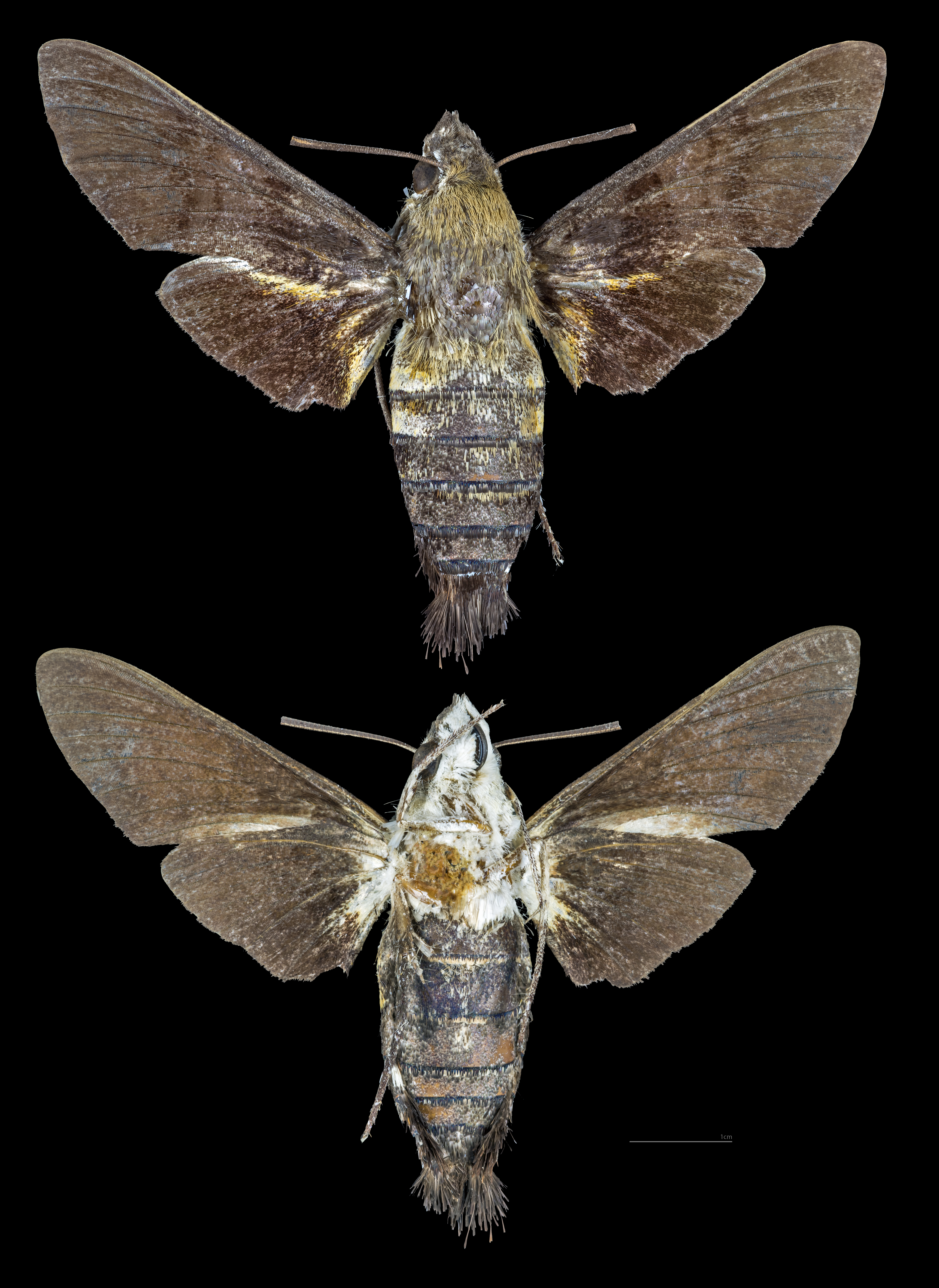
Macroglossum bombylans
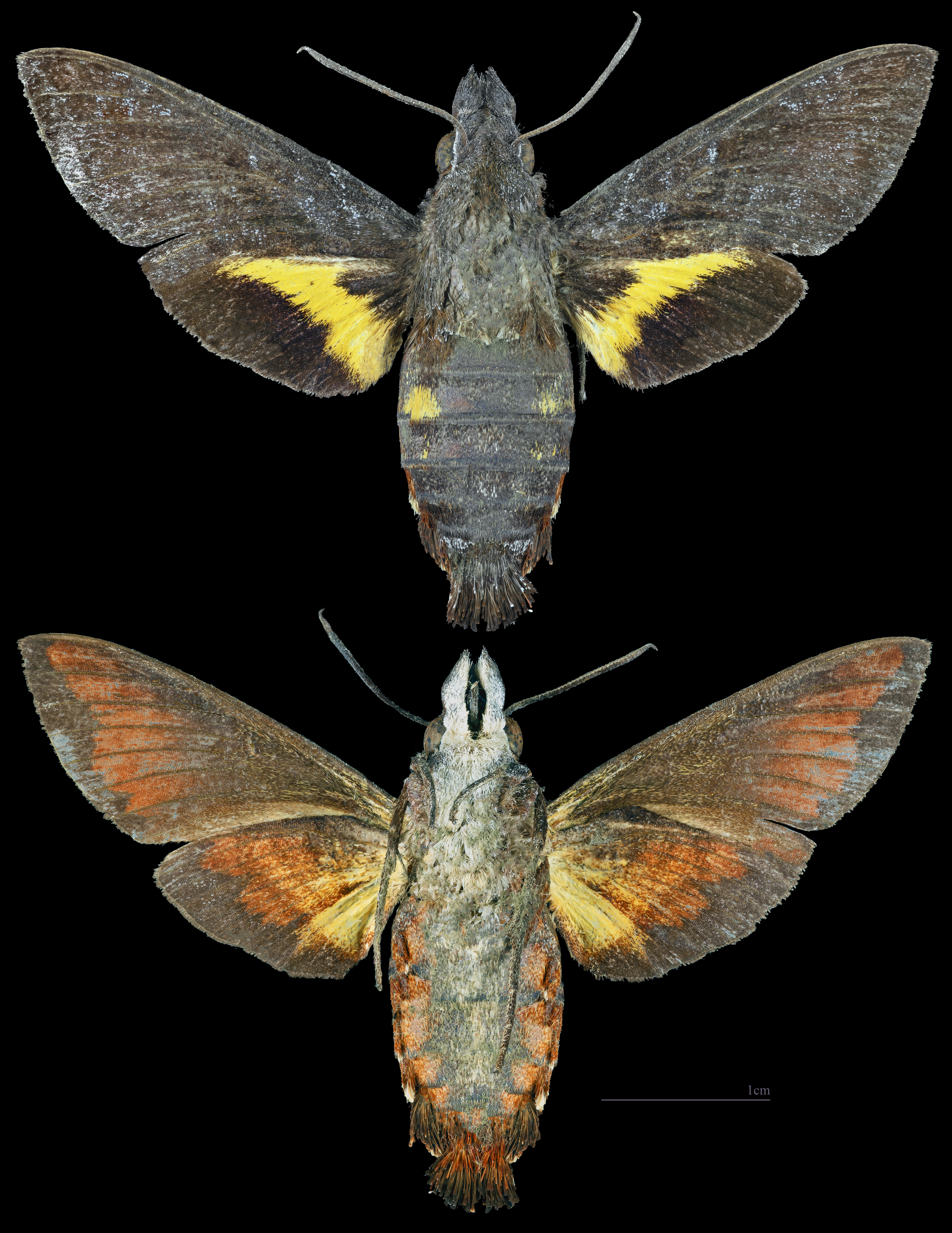
Macroglossum caldum
Macroglossum corythus
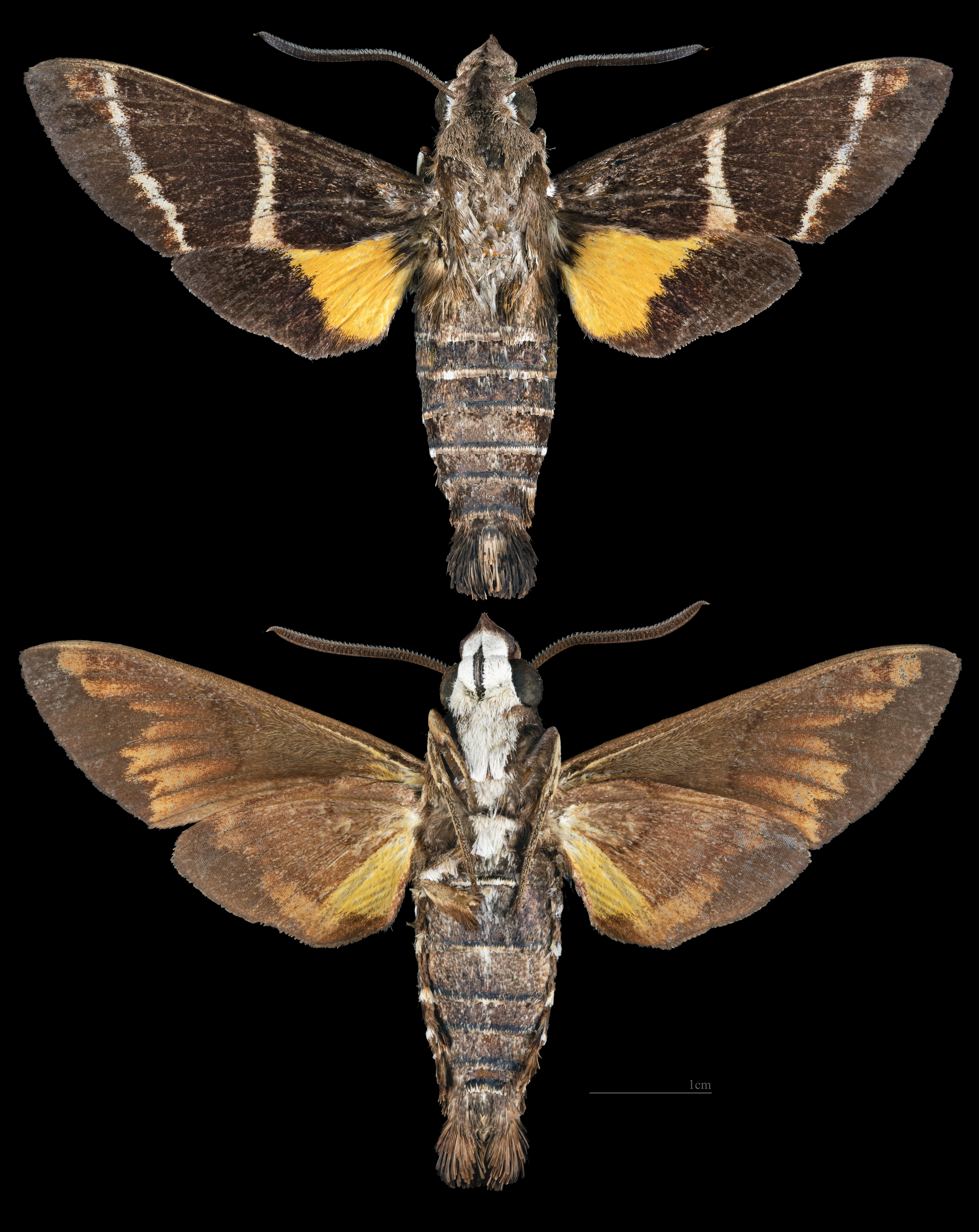
Macroglossum dohertyi
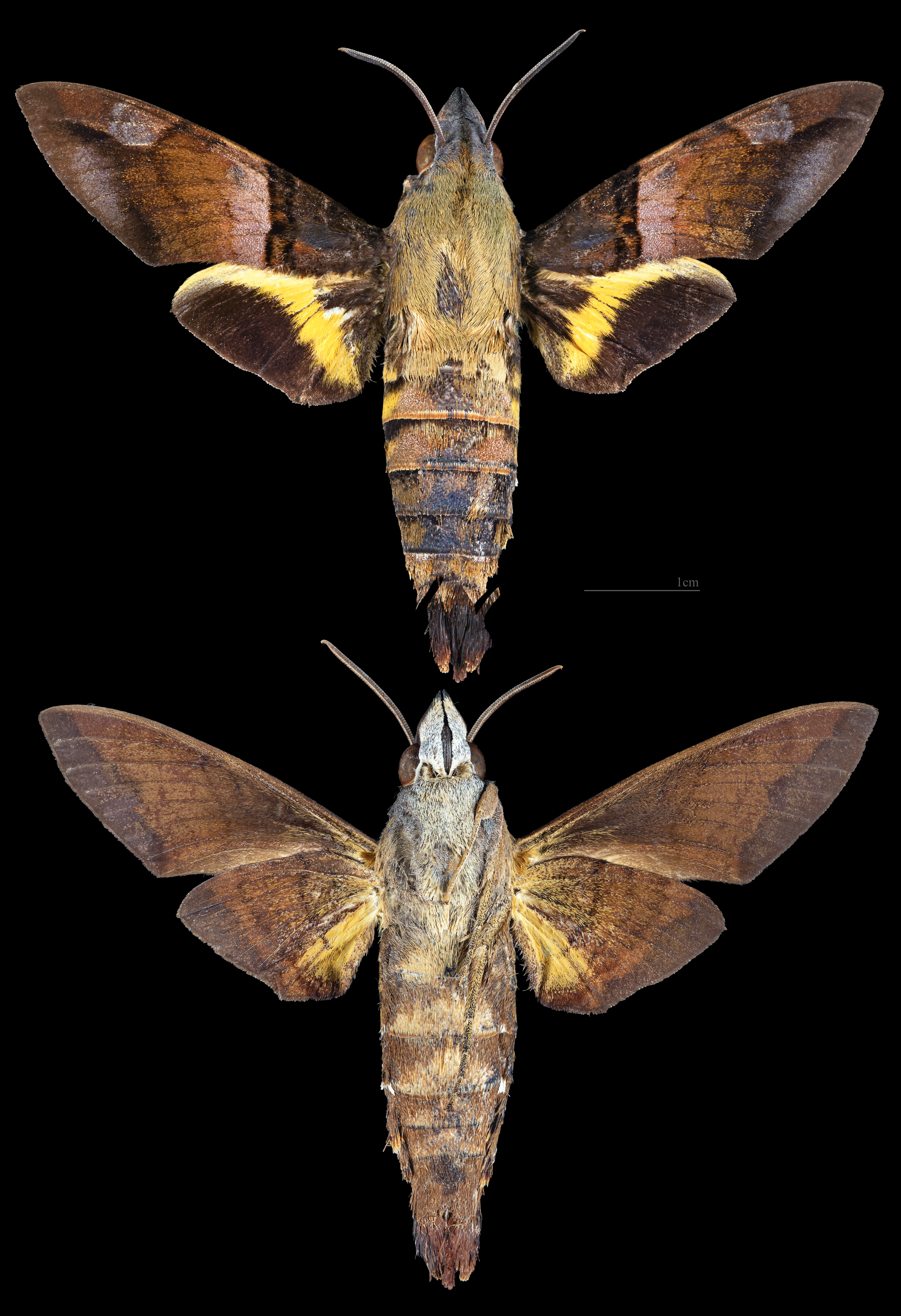
Macroglossum faro
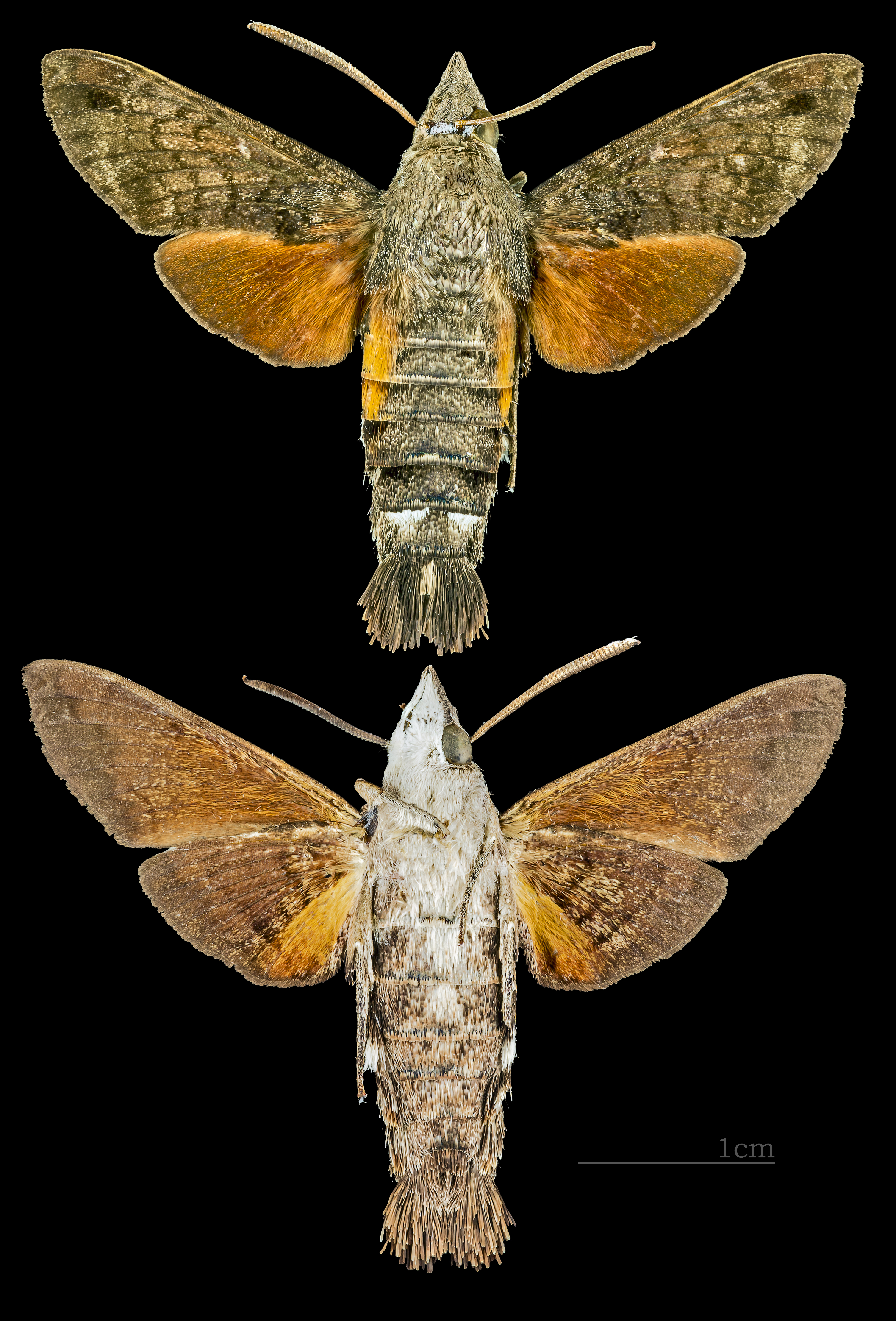
Macroglossum gyrans
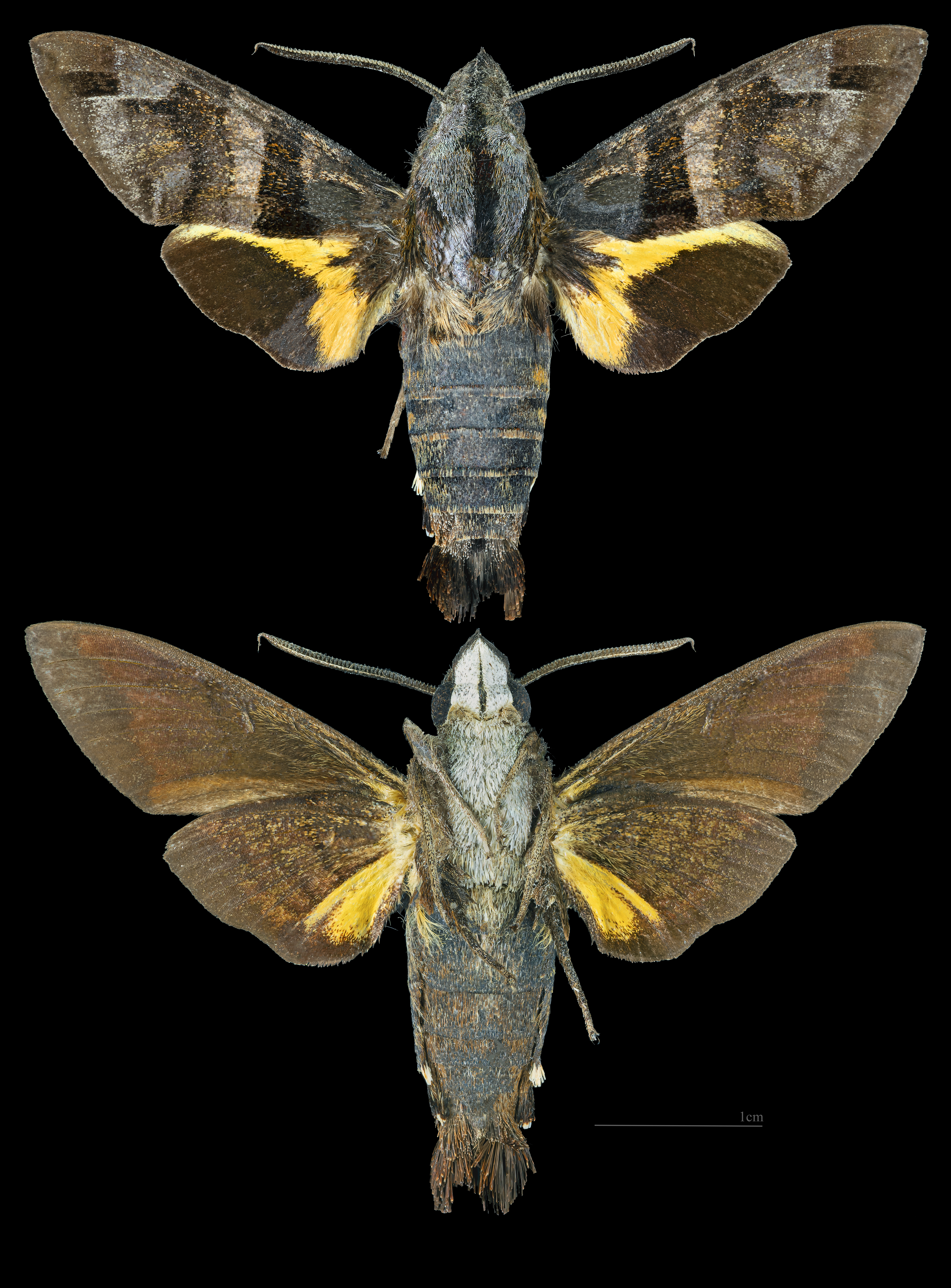
Macroglossum heliophila
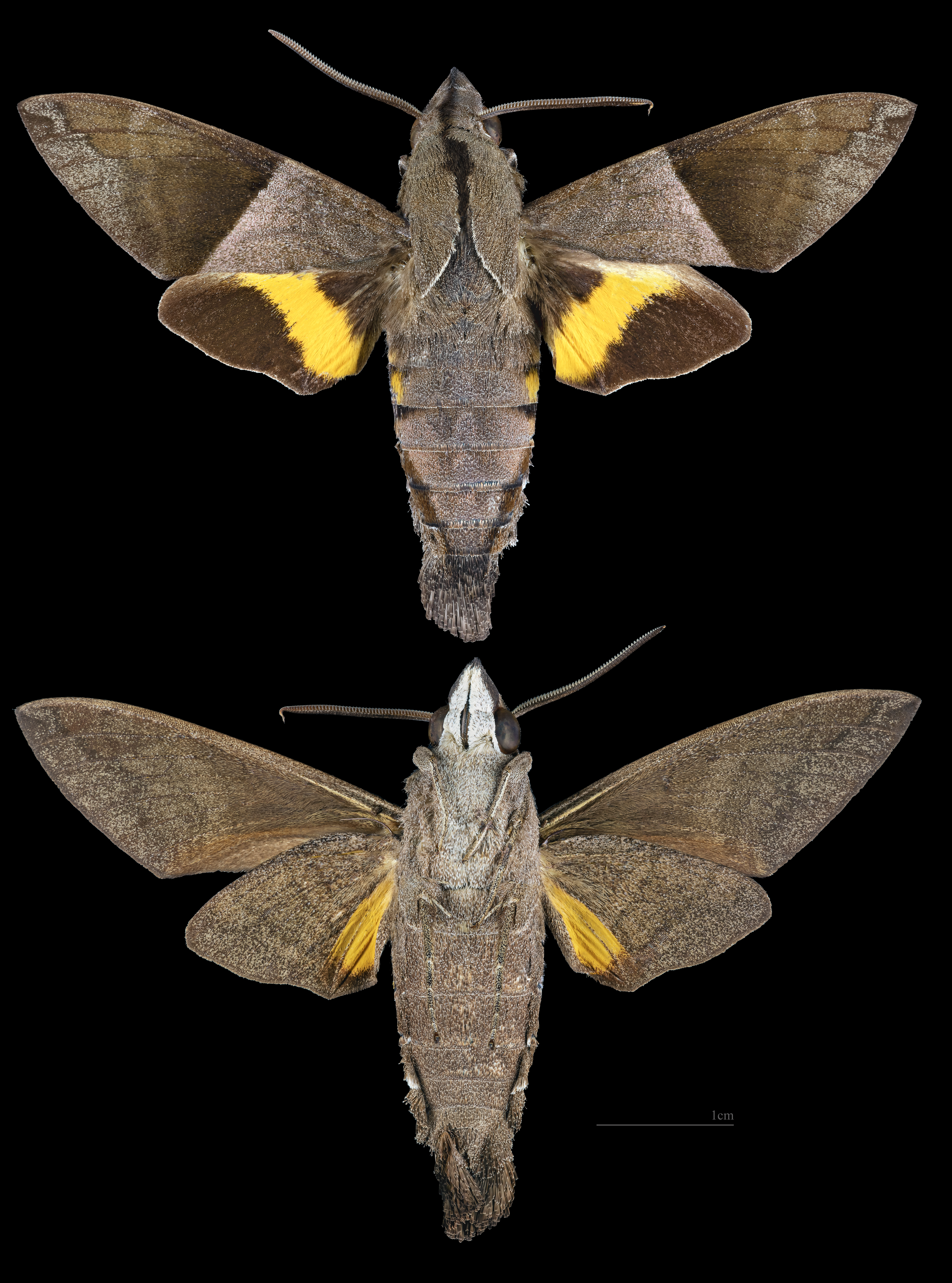
Macroglossum hemichroma
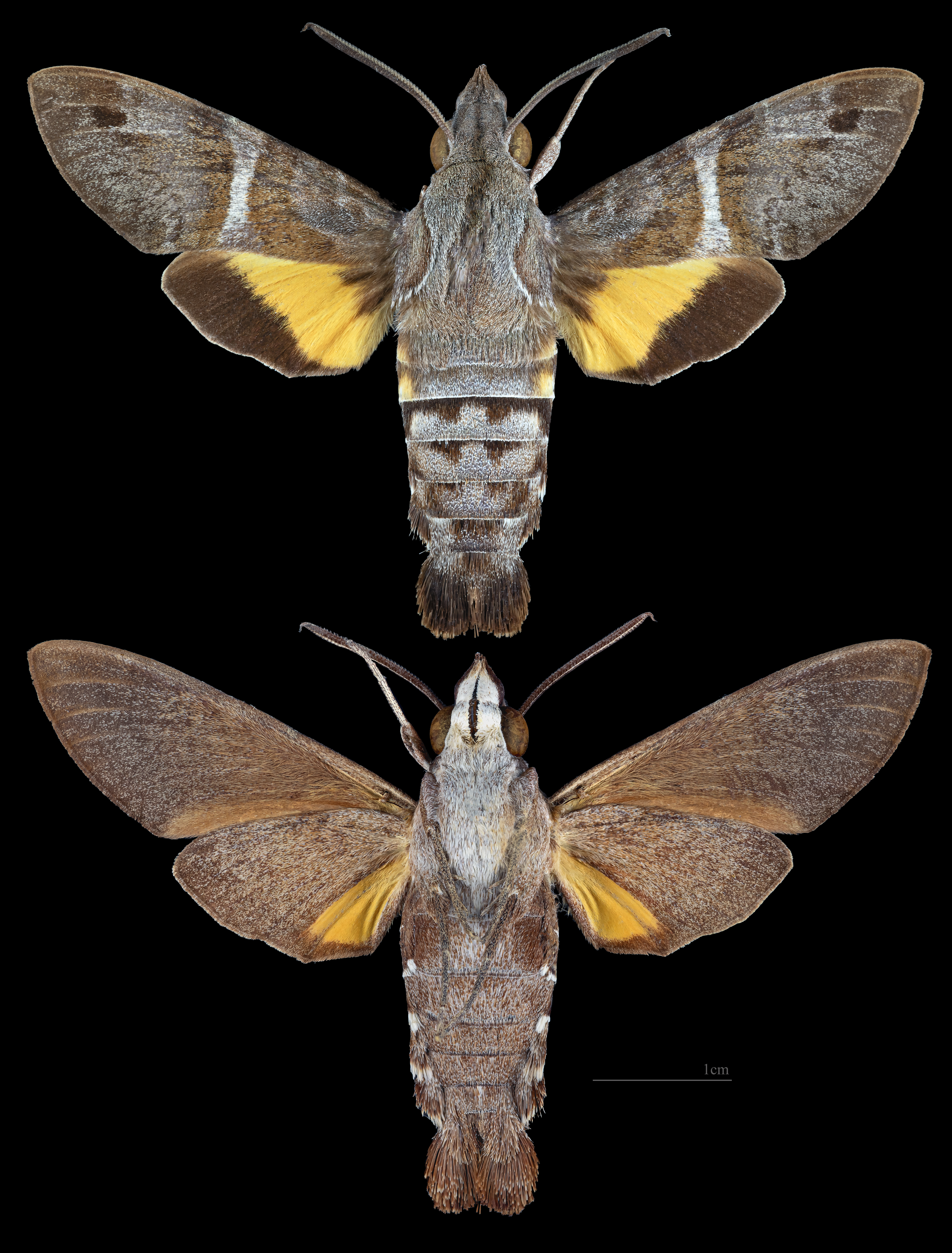
Macroglossum hirundo
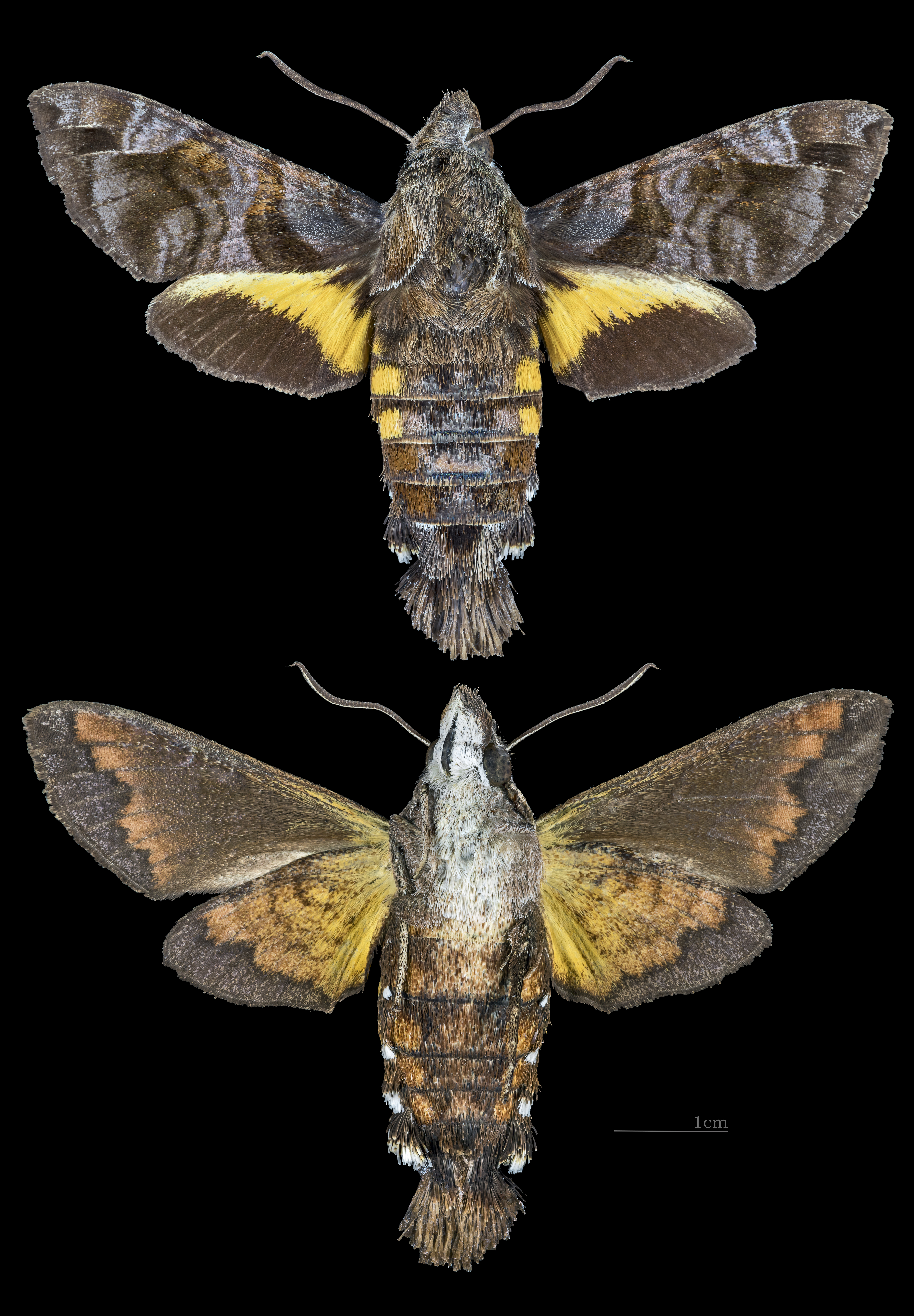
Macroglossum insipida
Macroglossum kitchingi
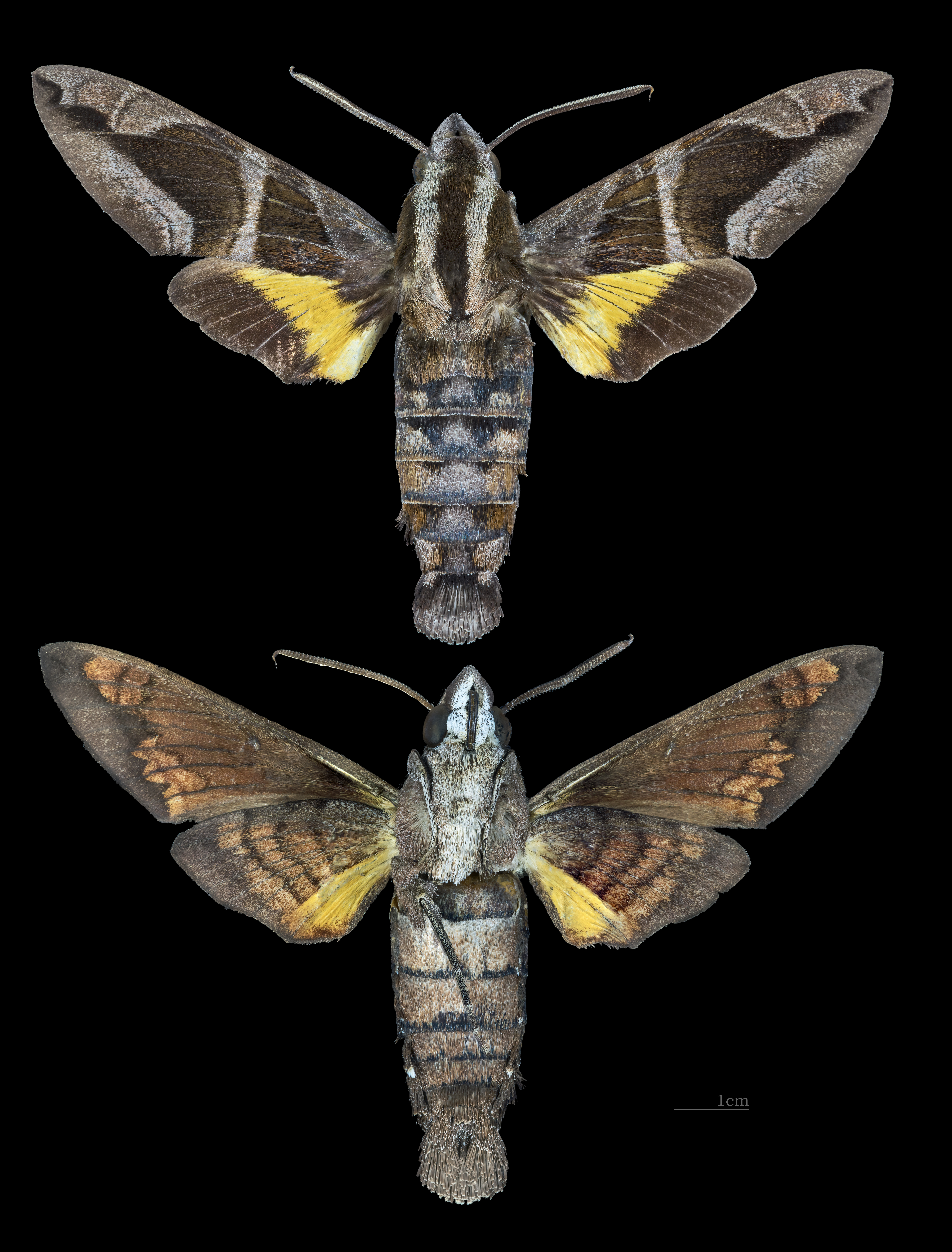
Macroglossum mitchelli
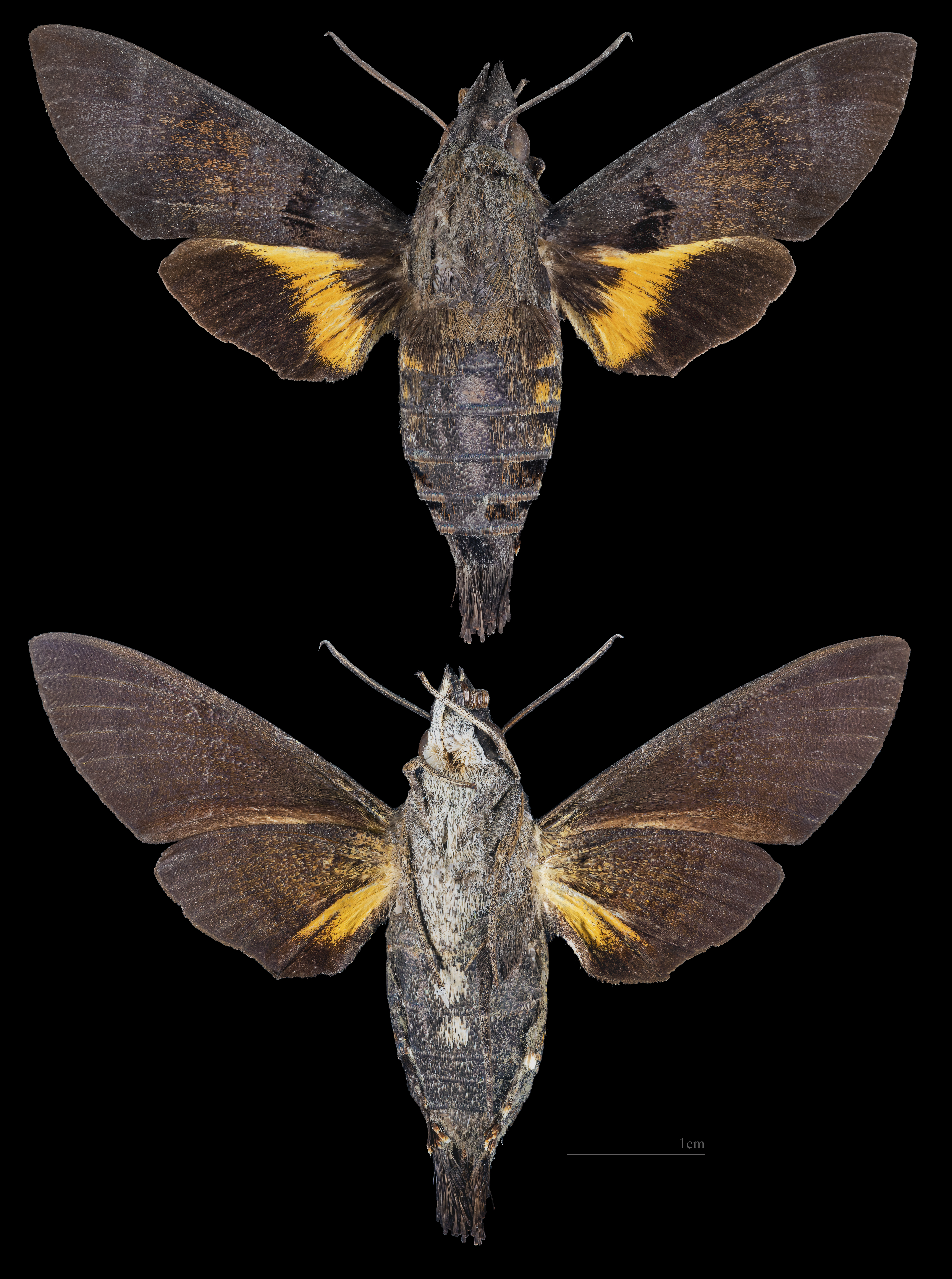
Macroglossum nigellum
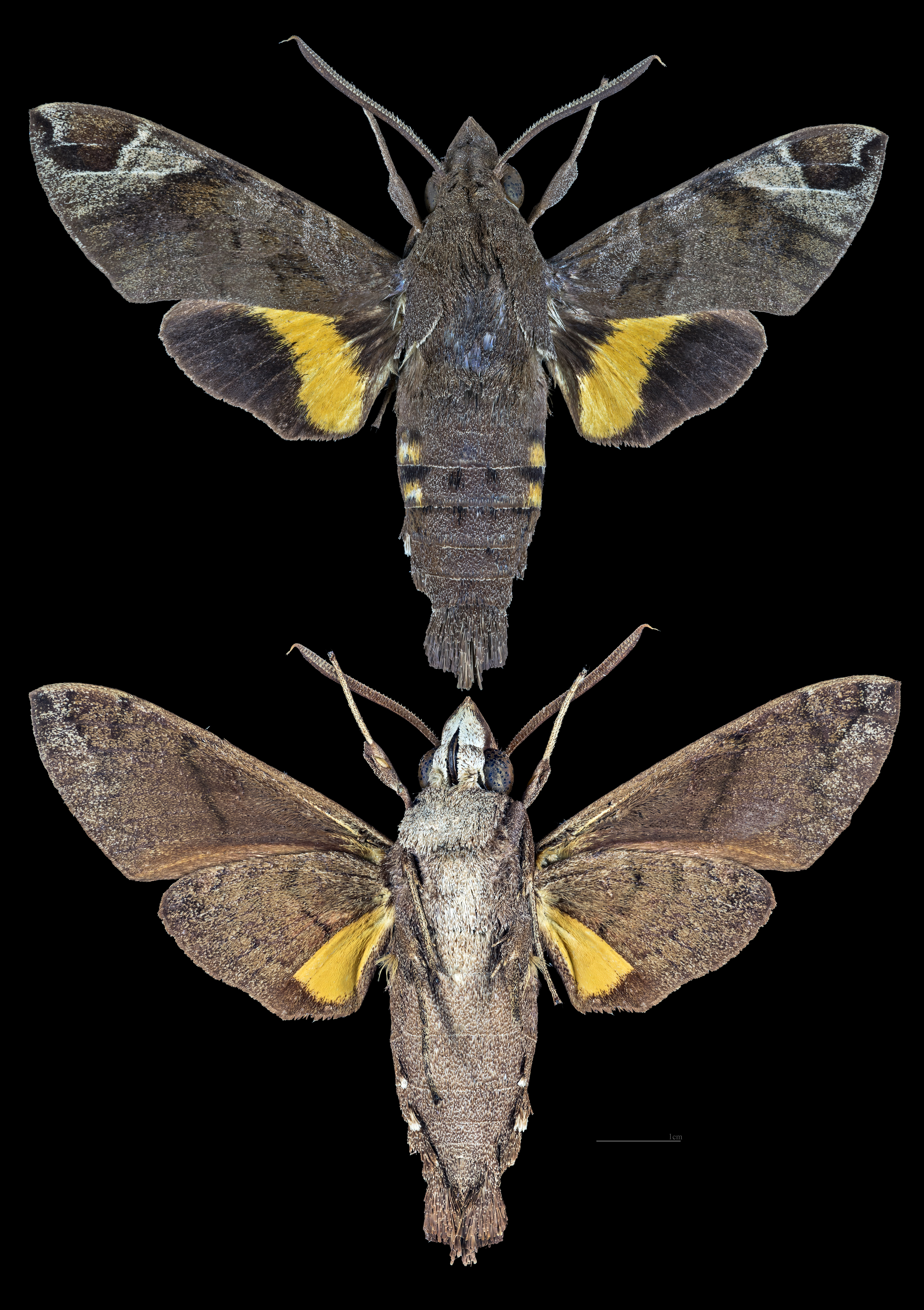
Macroglossum nubilum
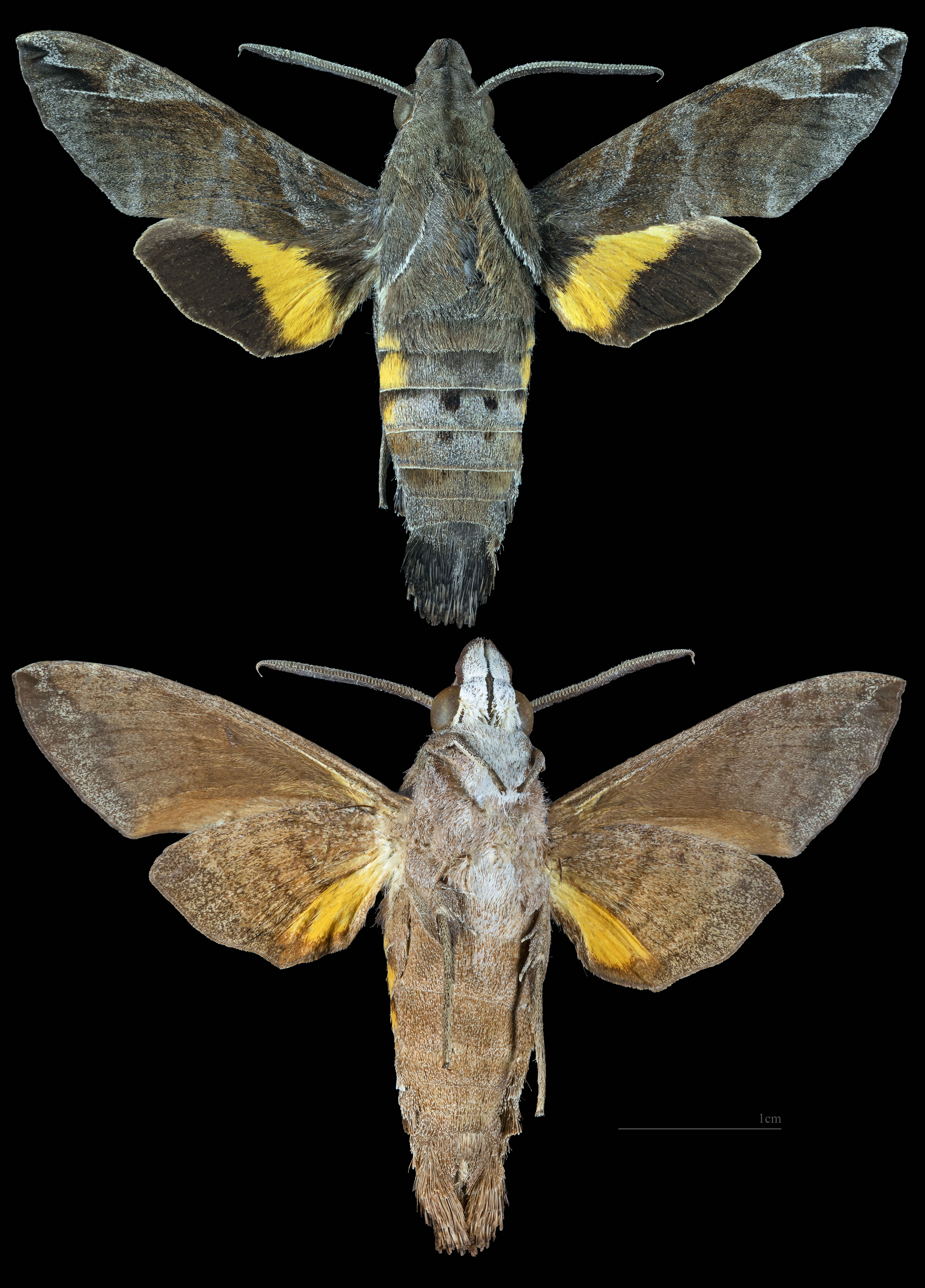
Macroglossum prometheus
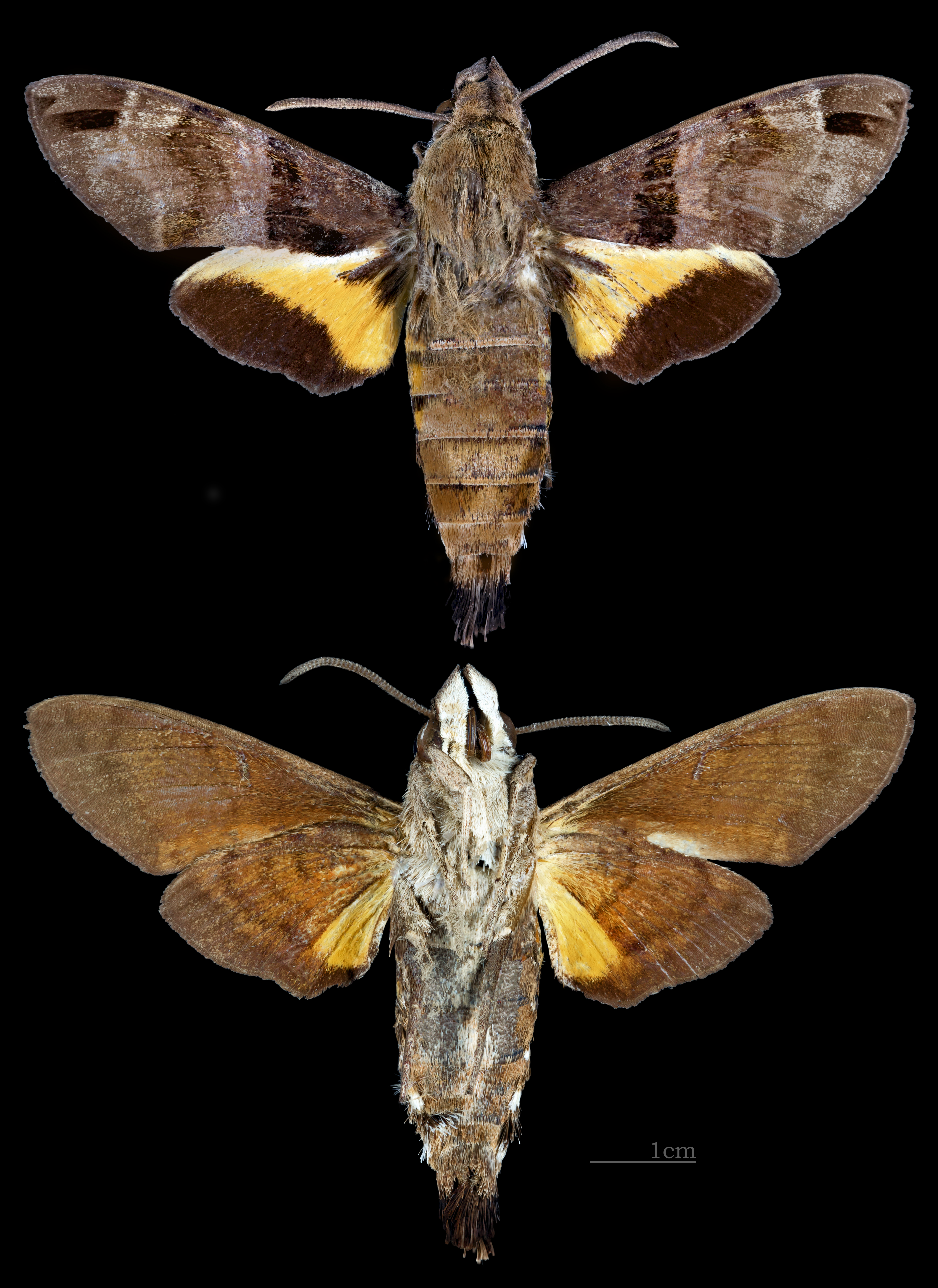
Macroglossum pyrrhosticta
Macroglossum reithi
Macroglossum semifasciata
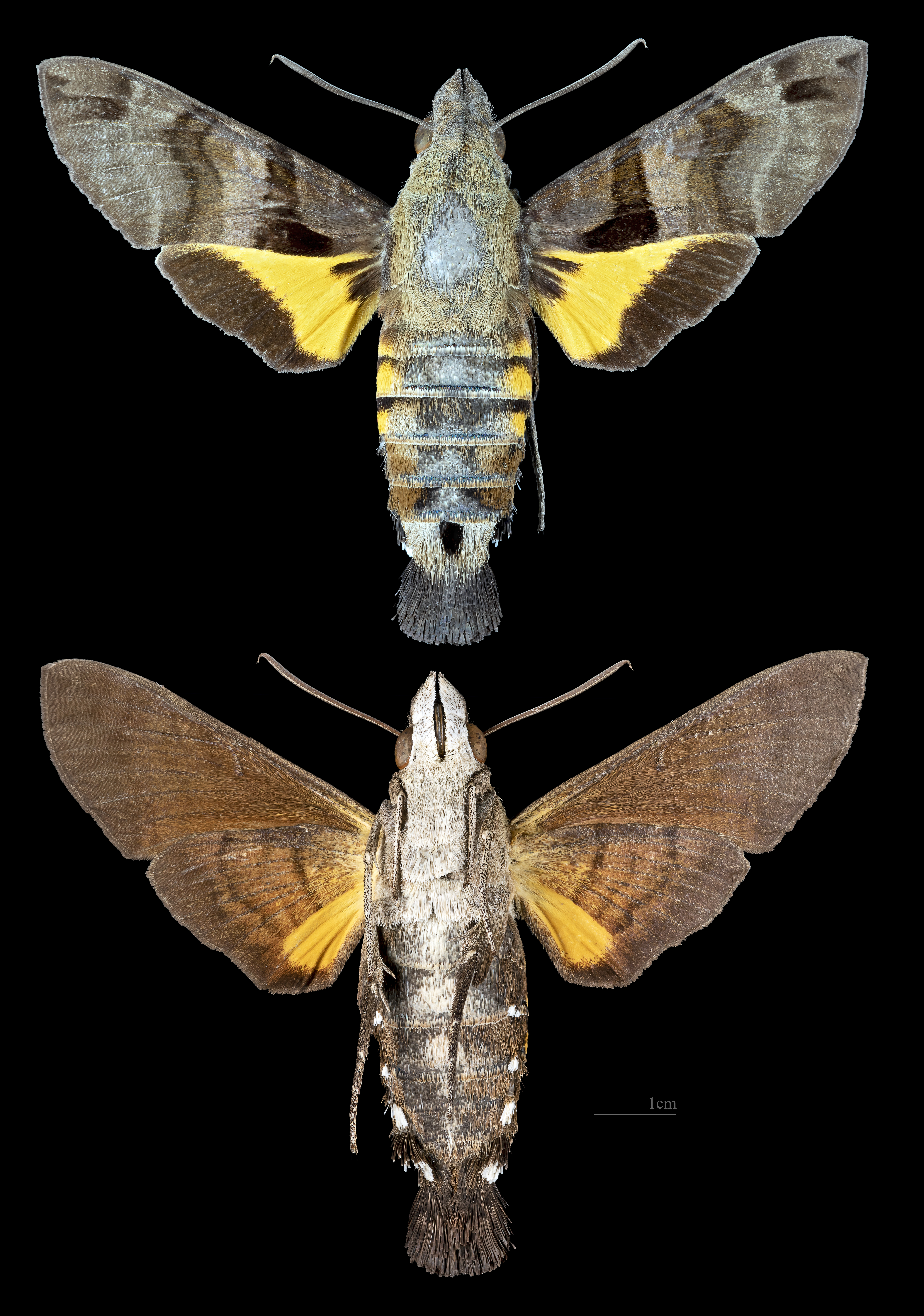
Macroglossum sitiene
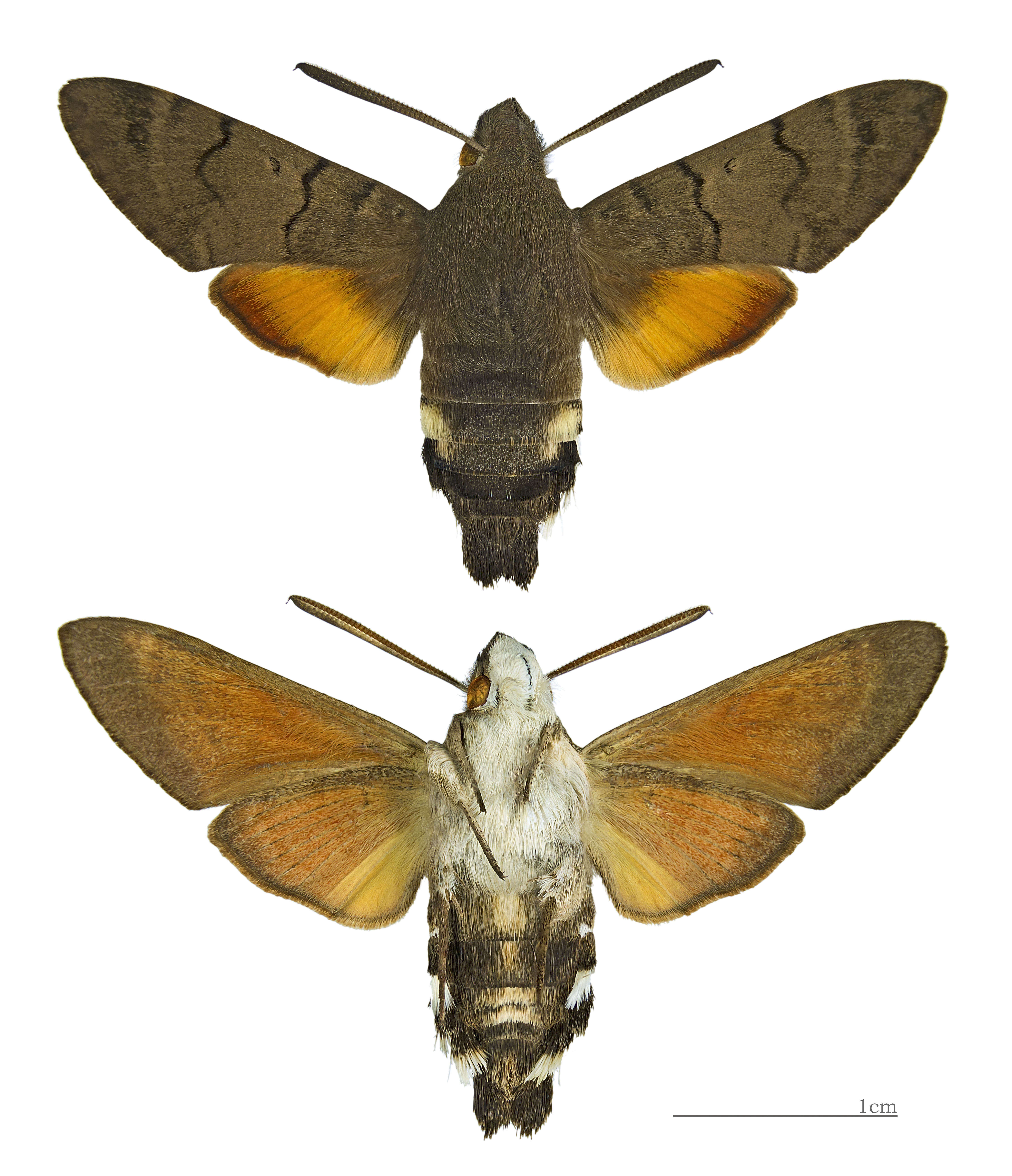
Macroglossum stellatarum
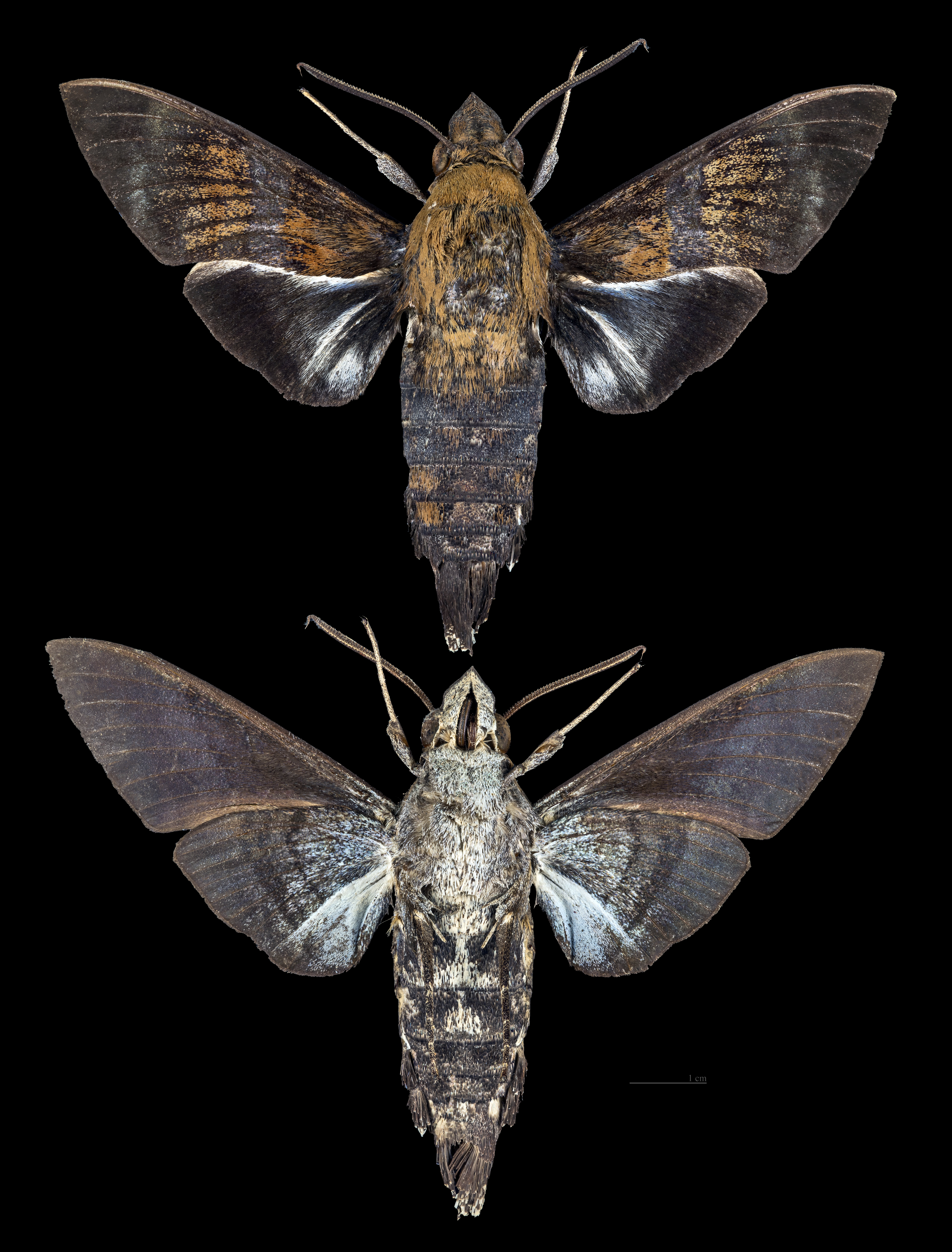
Macroglossum tenebrosa
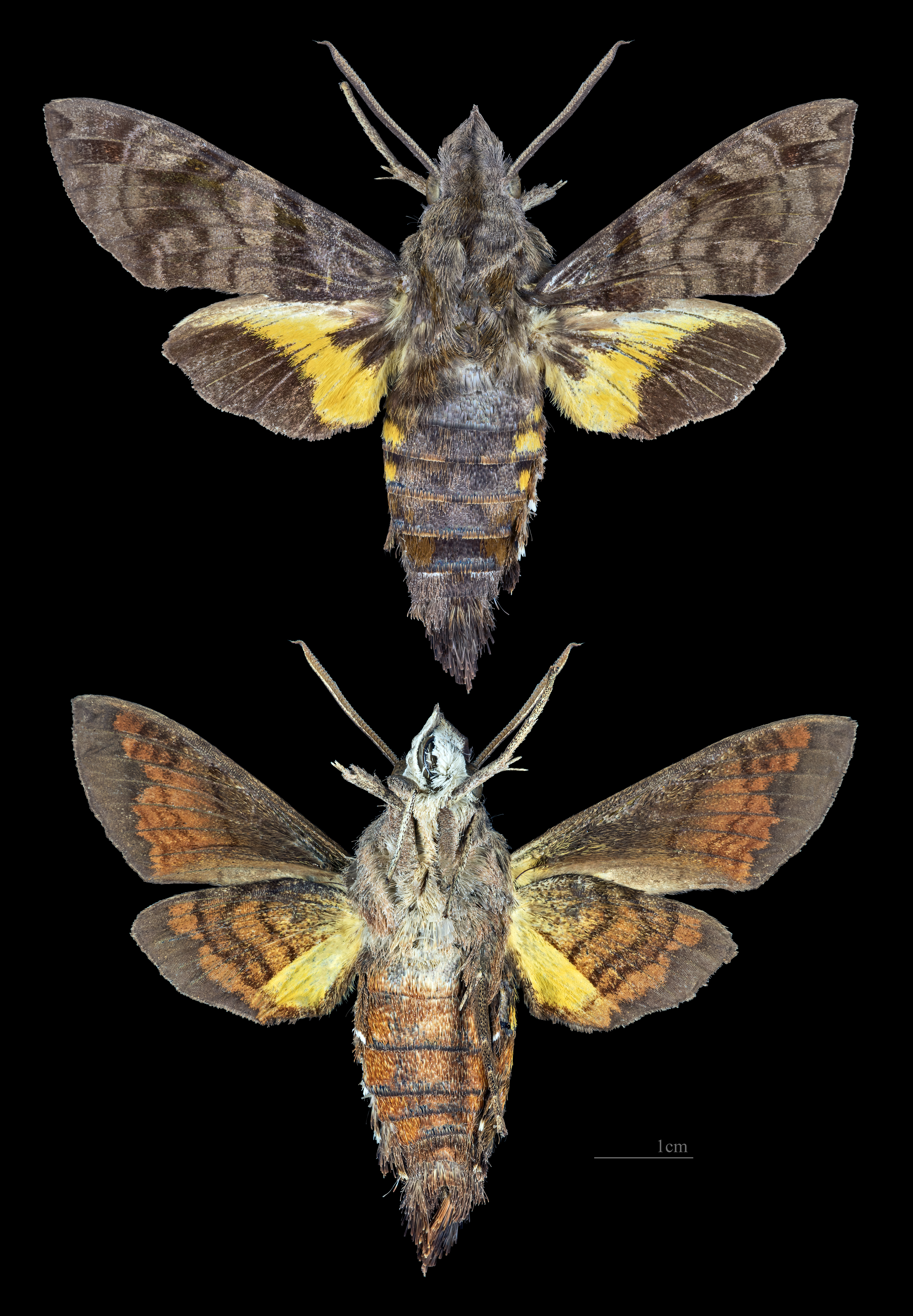
Macroglossum ungues

## Hình ảnh

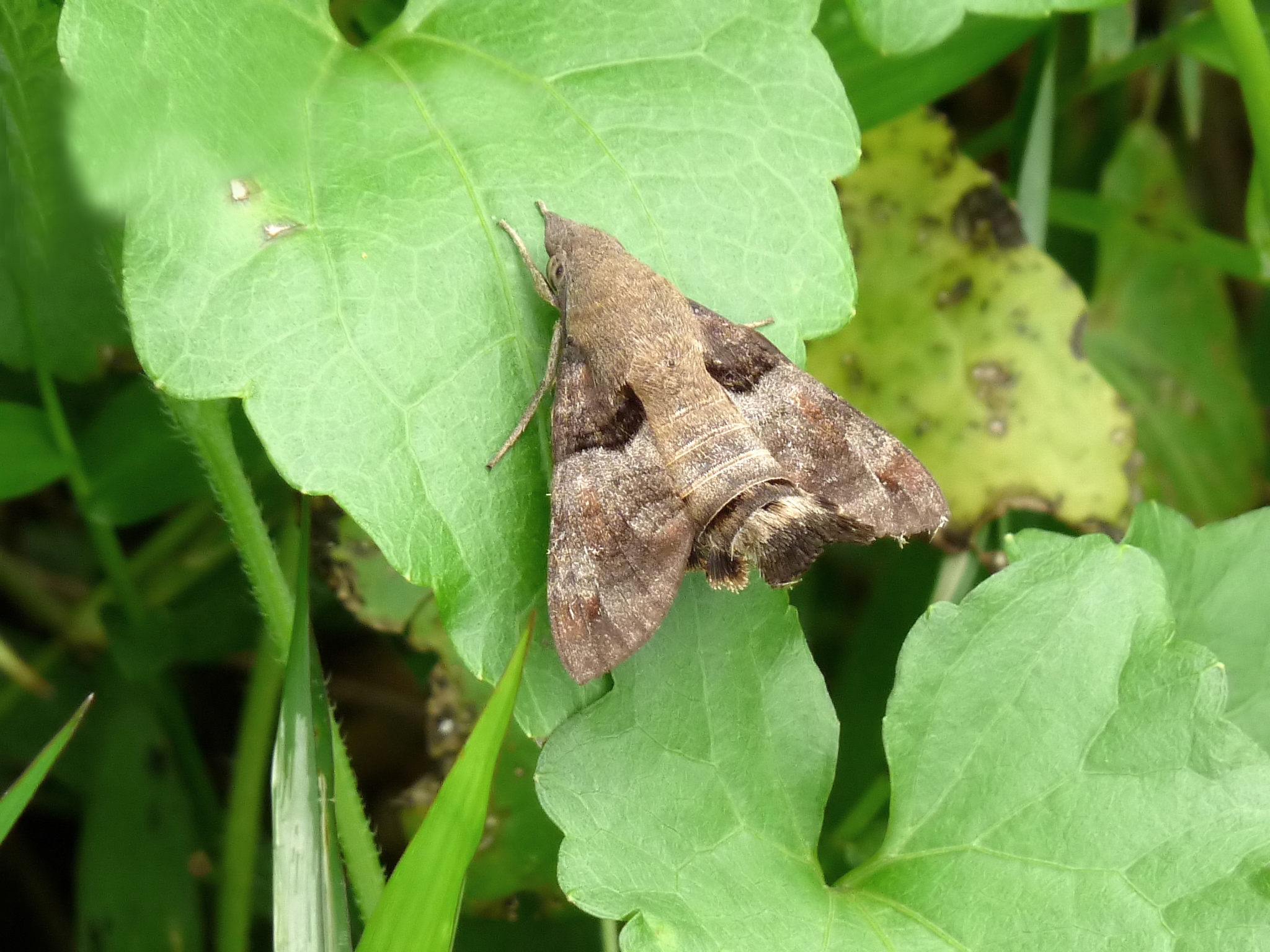
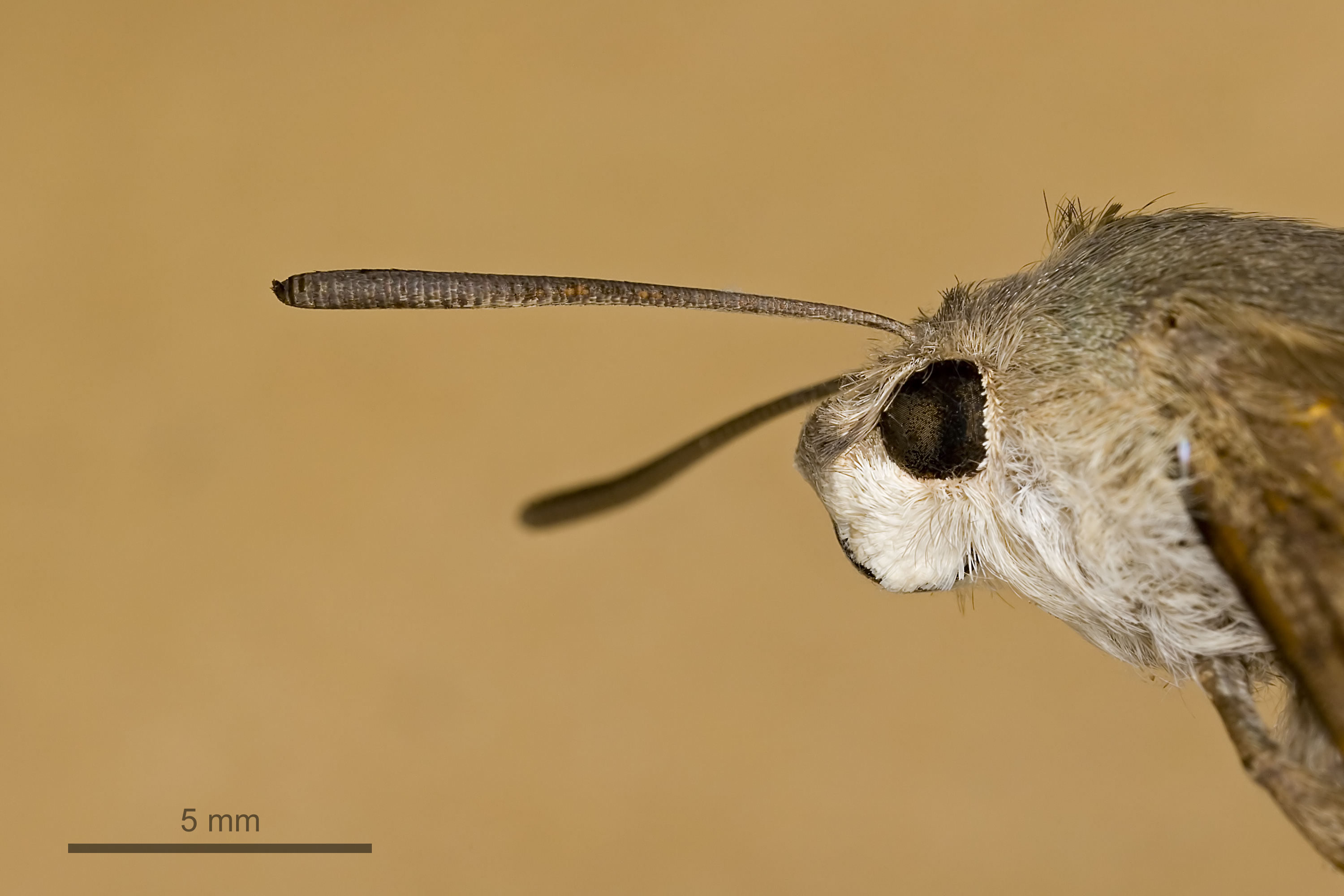
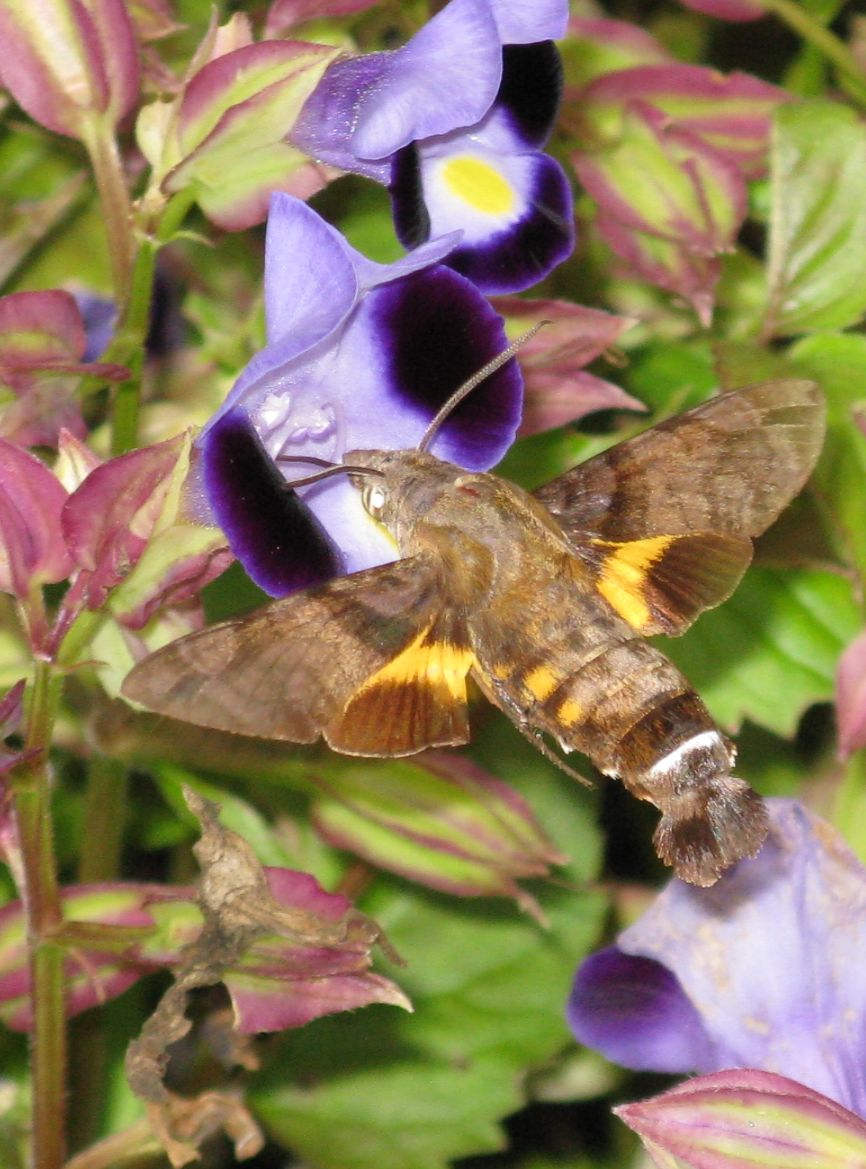
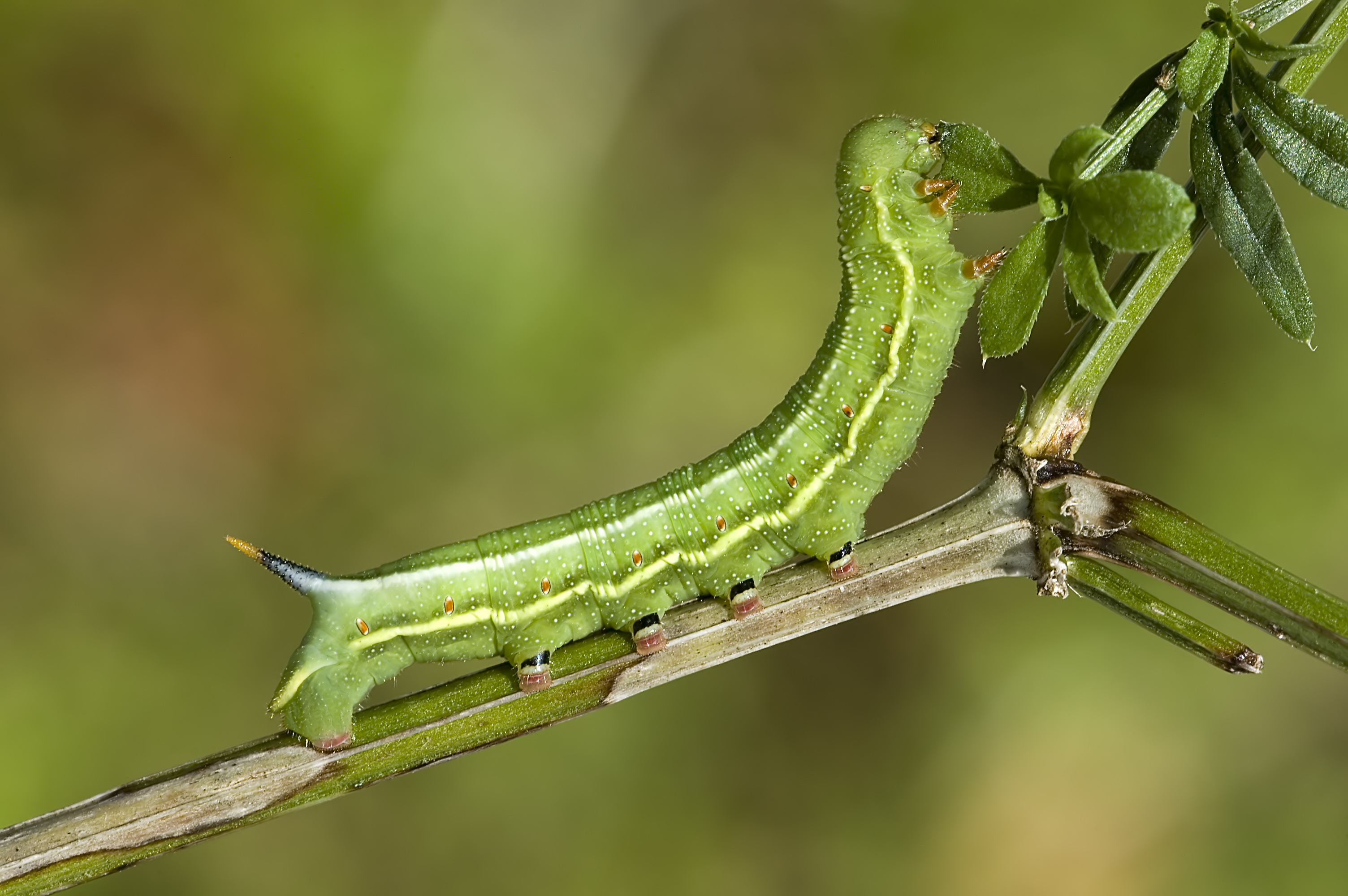